# رودخانه سونینهو
رودخانه سونینهو رودخانه‌ای در ایالت توکانتینس، برزیل است. این رود مبدأ رودخانه دو سونو است.
رودخانه سونینهو در مرز شمال شرقی ۱۵۸٬۸۸۵ هکتار پارک دولتی جالاپاو، یک واحد حفاظت شده کاملاً حفاظت شده در ۲۰۰۱ ایجاد شده‌است. این رودخانه در امتداد مرز شمالی پارک به نقطه ای می‌رسد که از رودخانه نوو از کنار آن عبور می‌کند. درست برای تشکیل رودخانه دو سونو.